# AZERTY

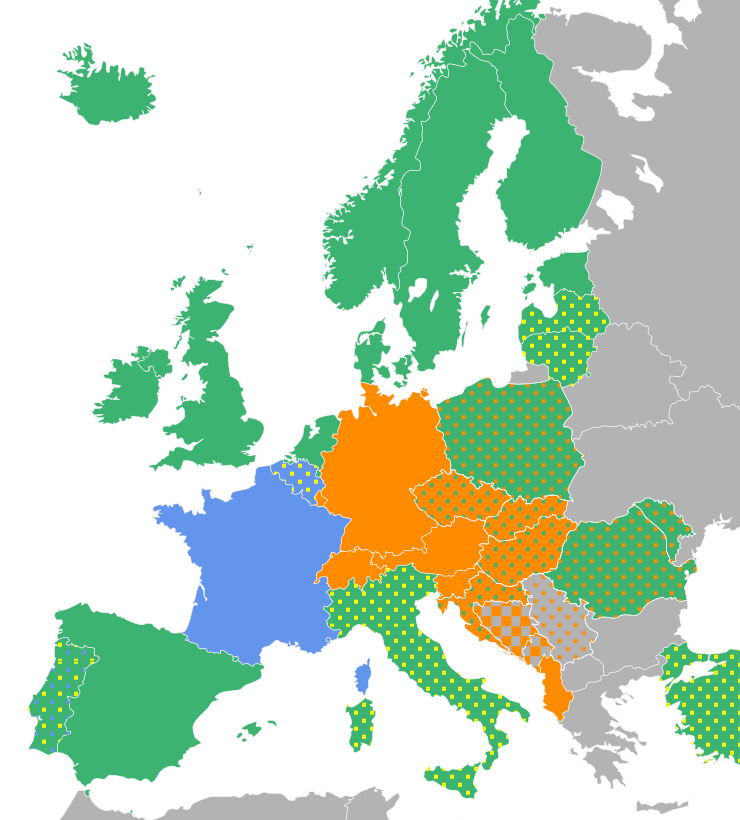
گسترهٔ استفاده از جانمایی صفحه کلید در اروپا:

جانمائی AZERTY مورد استفاده در فرانسه

آزرتی (AZERTY) یک جانمایی صفحه‌کلید خاص است که نویسه‌های الفبای لاتین در ماشین‌تحریر و صفحه‌کلید رایانه بر پایه آن قرار می‌گیرد. عنوان این جانمایی از ابتدای حروف ردیف اول این جانمایی است.
مانند جانمائی آلمانی QWERTZ این جانمائی برای انگلیسی کورتی (رایانه) طراحی شده‌است. این جانمائی در بیشتر کشورهای فرانسوی زبان مانند فرانسه و بلژیک کاربرد دارد.